# Olle Gimstedt
Olle Gerhard Gimstedt, född 24 september 1914 i Adolf Fredriks församling i Stockholm, död 18 juni 2008 i Danderyds församling i Stockholm., var en svensk ingenjör och företagsledare.
Efter examen från Kungliga Tekniska högskolan arbetade han för Vattenbyggnadsbyrån och Sentab där han bland annat under andra världskriget var byggnadschef för Selsfors kraftstation innan han år 1955 blev verkställande direktör för Vattenkraftverksföreningen. 1959 blev han VD för Atomkraftkonsortiet (AKK) och år 1965 VD för OKG.
År 1977 utnämndes han till hedersdoktor vid Lunds tekniska högskola vid Lunds universitet.